# Giải BAFTA lần thứ 14
Giải BAFTA lần thứ 14, được trao bởi Viện Hàn lâm Nghệ thuật Điện ảnh và Truyền hình Anh Quốc năm 1961 để tôn vinh những bộ phim xuất sắc nhất năm 1960.

## Chiến thắng và đề cử

### Phim hay nhất
The Apartment 
- The Angry Silence
- Inherit the Wind
- Let's Make Love
- Elmer Gantry
- Shadows
- Saturday Night and Sunday Morning
- Spartacus
- Tunes of Glory
- The Trials of Oscar Wilde
- Cuộc sống ngọt ngào
- Hiroshima mon amour
- Orfeu Negro
- Pote tin Kyriaki
- Le testament d'Orphée
- Les Quatre cents coups
- L' Avventura

### Phim Anh hay nhất
Saturday Night and Sunday Morning
- The Angry Silence
- The Trials of Oscar Wilde
- Tunes of Glory

### Nam diễn viên nước ngoài xuất sắc nhất
Jack Lemmon trong The Apartment 
- George Hamilton trong Crime & Punishment, USA
- Burt Lancaster trong Elmer Gantry
- Fredric March trong Inherit the Wind
- Spencer Tracy trong Inherit the Wind
- Yves Montand trong Let's Make Love

### Nam diễn viên Anh xuất sắc nhất
Peter Finch trong The Trials of Oscar Wilde 
- Richard Attenborough trong The Angry Silence
- Laurence Olivier trong The Entertainer
- Albert Finney trong Saturday Night and Sunday Morning
- John Fraser trong The Trials of Oscar Wilde
- Alec Guinness trong Tunes of Glory
- John Mills trong Tunes of Glory

### Nữ diễn viên Anh xuất sắc nhất
Rachel Roberts trong Saturday Night and Sunday Morning
- Hayley Mills trong Pollyanna
- Wendy Hiller trong Sons and Lovers

### Nữ diễn viên nước ngoài xuất sắc nhất
Shirley MacLaine trong The Apartment 
- Pier Angeli trong The Angry Silence
- Monica Vitti trong L' Avventura
- Jean Simmons trong Elmer Gantry
- Emmanuelle Riva trong Hiroshima mon amour
- Melina Mercouri trong Pote tin Kyriaki

### Kịch bản Anh hay nhất
The Angry Silence - Bryan Forbes 